# Fram (serial)
Fram este un miniserial TV românesc din 1983 regizat de Elisabeta Bostan. Este format din 8 episoade a câte cca. 50 de minute fiecare. Rolurile principale au fost interpretate de actorii Violeta Andrei, Carmen Galin și Octavian Cotescu. Elisabeta Bostan a mai regizat și alte filme despre lumea circului: Saltimbancii (1981) și Un saltimbanc la Polul Nord (1982).

## Episoade
1. Ultima cavalcadă a secolului
2. Adio, Polul Nord!
3. Fiara
4. O viață nouă
5. Scrisoare de dragoste
6. Aburul succesului
7. O gluma nesărată
8. Fiarei i se face dor

## Distribuție
- Violeta Andrei
- Ion Anghel
- Tiberiu Antal
- Igor Bardu
- Dodi Caian
- Bob Călinescu
- Cătălin Ciornei
- Octavian Cotescu - Cezar Marcelloni
- Mihai Dimiu
- Constantin Dinescu
- Arcadie Donoș
- Ioana Drăgan
- Radu Dunăreanu
- Carmen Galin - Fanny Ghica
- Aurel Giurumia - Bincu
- Dem Rădulescu - Cezar Sidoli
- Sebastian Papaiani
- Alexandru Repan
- George Mihăiță
- Geo Saizescu
- Gina Patrichi - Lizette Marcelloni
- Mitică Popescu
- Dorina Lazăr
- Adrian Vîlcu - Geo Marcelloni, copil(episoadele 1-7)
- Ovidiu Moldovan - Geo Marcelloni, adult(episodul 8)
- Rudy Rosenfeld
- Valeria Ogășanu
- Alexandru Lazăr
- Ștefan Thuri
- Alexandru Iosefini